# Agathis genalis
Agathis genalis är en stekelart som beskrevs av Telenga 1955. Agathis genalis ingår i släktet Agathis och familjen bracksteklar. Inga underarter finns listade i Catalogue of Life.